# Preston (Cotswold)
Preston – wieś i civil parish w Anglii, w Gloucestershire, w dystrykcie Cotswold. W 2011 civil parish liczyła 327 mieszkańców. Preston jest wspomniana w Domesday Book (1086) jako Pontune.